# Classe Sachsen (fregata)
La classe Sachsen è una classe di fregate tedesche prodotte in tre unità; per l'equipaggiamento sono considerate come equiparabili a dei cacciatorpediniere.

## Le unità
Unità della Classe Sachsen della Deutsche Marine
| - Classe Sachsen | - Classe Sachsen | - Classe Sachsen      | - Classe Sachsen    | - Classe Sachsen | - Classe Sachsen |
| Matricola        | Nome             | Cantiere              | Entrata in servizio | Destino finale   |                  |
| ---------------- | ---------------- | --------------------- | ------------------- | ---------------- | ---------------- |
| F219             | Sachsen          | Blohm + Voss, Amburgo | 4 novembre 2004     | in servizio      |                  |
| F220             | Hamburg          | HDW, Kiel             | 13 dicembre 2004    | in servizio      |                  |
| F221             | Hessen           | Nordseewerke, Emden   | 21 aprile 2006      | in servizio      |                  |

## Incidenti
Il 22 giugno 2018, mentre si trovava nelle acque del Mare del Nord per un'esercitazione, la Sachsen ha preso fuoco quando un missile Standard SM-2 IIIA non è stato lanciato correttamente ed è esploso sul ponte. Il fuoco ha causato alcuni danni visibili al ponte superiore e alla struttura del ponte della nave, però, nessun membro dell'equipaggio è rimasto coinvolto nell'incidente.